# Mont Kōbō
Le mont Kōbō (弘法山, Kōbō-yama) est une colline culminant à 235 m d'altitude à Hadano dans la préfecture de Kanagawa au Japon. Avec les proches monts Gongen et Asama, il appartient au parc du mont Kōbō.

## Étymologie
Selon le folklore local, Kōbō-Daishi s'est entraîné au sommet du mont Kōbō, ce qui a donné son nom à la colline.